# Milionia pumilio
Milionia pumilio är en fjärilsart som beskrevs av Rothschild 1899. Milionia pumilio ingår i släktet Milionia och familjen mätare. Inga underarter finns listade i Catalogue of Life.